# Turbodièsel

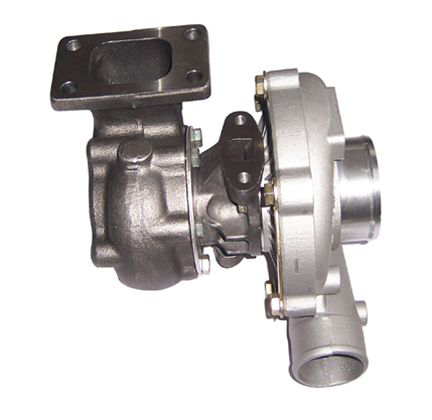
Un motor dièsel turboalimentat

Turbodièsel o turbo dièsel es refereix a qualsevol motor dièsel amb un turbocompressor. La turboalimentació és la norma, i no l'excepció, en el cotxe modern i en motors de camions dièsel. Igual que amb qualsevol motor turbo, el turbo dièsel pot oferir major potència de sortida específica, menors nivells d'emissió, una major eficiència i majors nivells de refinament que les seves contraparts d'aspiració natural.

## Història
El turbocompressor es va inventar a principis de segle XX per Alfred Büchi, 1 enginyer  suec, director de les investigacions en motors dièsel en Gebrüder Sulzer, a l'empresa Winterthur. Büchi va desenvolupar la seva dispositiu per motors dièsel. La seva patent de 1905 va reflectir les millores que un turbocompressor brindava als motors dièsel, desenvolupant en 1922 el primer motor turbodièsel per a transport urbà. 
En aquell moment, la tecnologia dels coixinet s de el motor no era prou avançada per suportar un turbo. Les primeres proves es van realitzar en motors marins de dos transatlàntics  alemanys, el  Danzig  i el  Preußen  en 1923, cada un amb un motor de 10 cilindres i 2.500 cavalls de vapor (les versions  atmosfèriques donaven 1.750 CV). A la fi dels anys 20, diversos fabricants de motors dièsel van utilitzar turbos en els seus motors de vehicles marins i d'ús estacionari, com Sulzer,  MAN, Daimler-Benz i Paxman.

## Característiques

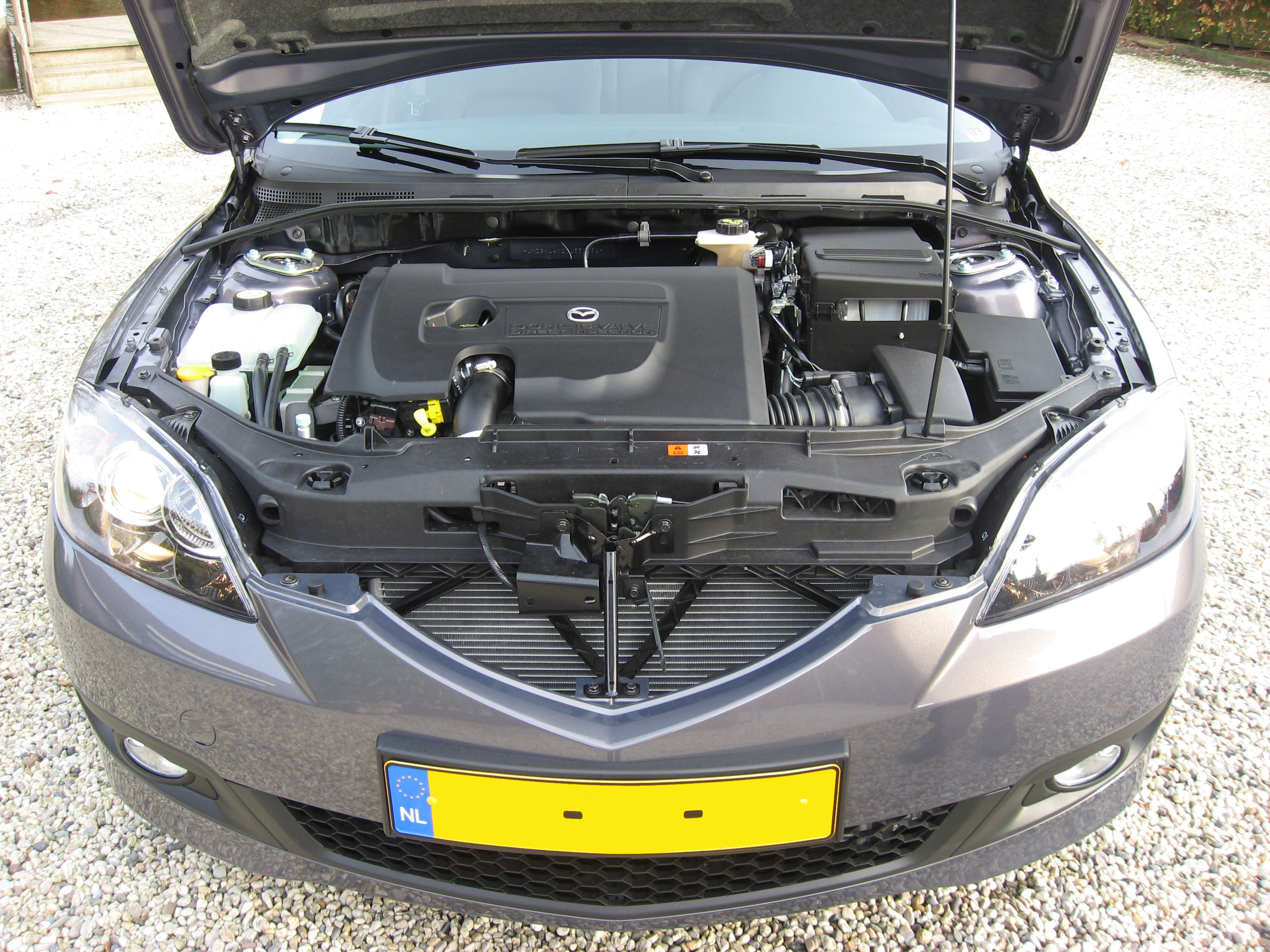
Un Mazda3 amb un motor turbodièsel 1.6 modern (PSA) amb turbocompressor de geometria variable, intercooler, 16 vàlvules, doble arbre de lleves en cap i un sistema d'injecció directa d'ignició piezoelèctrica de 7 fases.

Els augments en potència, economia de consum i soroll i vibracions en motors turbodièsel, tant grans com petits, han fet que la seva adopció sigui més gran i les seves vendes augmentin notablement en alguns mercats, sobretot a Europa on (des 2014) s'ha augmentat un 50% el registre de nous vehicles turbodièsel. Generalment, els motors turbodièsel es consideren més flexibles que els dièsel  atmosfèrics, ja que aquests últims tenen menys parell, encara que més velocitat punta a altes velocitats.
Els turbocompressors són més comuns en motors dièsel. El rang de velocitat reduït dels motors dièsel (entre 1000 i 5000 rpm en utilitaris i 1000 i 3000 rpm en vehicles comercials) funciona millor amb els turbocompressors, reduint el turbo lag i millorant l'eficiència.

## Turboalimentat vs. sobrealimentat
Un motor turboalimentat és millor que un motor sobrealimentat. El turbocompressor augmenta la potència i redueix el consum. Tant el turboalimentat com el sobrealimentat augmenten la potència mitjançant l'augment de la pressió d'aire en els cilindres del motor. Això augmenta també el consum de gasoil.
Un motor sobrealimentat està controlat directament a partir del motor, de manera que el turbo està relacionat directament amb la velocitat de gir del motor. Un motor turboalimentat està controlat per la pressió dels gasos d'escapament, així com per la velocitat del motor i varia significativament amb la càrrega del motor.